# Draaiorgel het Stijvebeeldje
Draaiorgel het Stijvebeeldje is een Nederlands straatorgel. Het orgel werd in 1912 gebouwd door Limonaire in opdracht van orgelverhuurder Louis Holvoet uit Rotterdam. Op het front werden drie beelden geplaatst die niet konden bewegen. Daarom kreeg het orgel de naam Stijvebeeldje. Gelijk in hetzelfde jaar werden een aantal grammofoonplaten van het orgel uitgebracht onder het label ANKER. Van 1912 tot 1923 speelde het orgel op straat in Rotterdam en Amsterdam. In 1923 werd het orgel licht verbouwd en verkocht aan een kermisreiziger. 
Omstreeks 1935 was Willem van Jaaren eigenaar van het orgel en hij stuurde het naar Carl Frei, om verbouwd te worden tot bourdon-orgel. Delen van het front (zijluifels en de kap) werden drastisch gewijzigd. Ook verdwenen de drie beelden van het front.
In 1939 werd het orgel in Groningen verhuurd. Toen in 1942 draaiorgelmuziek door de Duitse bezetter verboden werd, verkocht Van Jaaren al zijn orgels. Waarschijnlijk kwam het orgel toen weer op de kermis terecht.
Tijdens het bestaan op de kermis, heeft het orgel een aantal eigenaren gehad. Eind jaren '60 werd het orgel als straatorgel verkocht aan Piet Huys uit Sevenum. Hij liet het orgel restaureren en speelde daarna jarenlang met het orgel bij tal van festiviteiten en bijzondere gelegenheden. Nadat Huys in 2003 overleed, nam zijn zoon Matt Huys het orgel over.
In 2009 werd het orgel verkocht aan Erik Mertens. Het instrument werd grondig gerestaureerd en zo veel mogelijk teruggebracht naar de staat waarin Carl Frei het verbouwde. Op 11 maart 2012 vond de onthulling van het orgel plaats in Museum Speelklok te Utrecht.
Sinds 3 mei 2012 wordt het orgel, staande op een antieke houten duwkar, iedere zaterdag met de hand gedraaid in het centrum van Zwolle.